# 三國シン
ミクニシンは、日本の漫画家。東京都在住。

## 来歴
2008年、講談社発行の『月刊少年ライバル』創刊前に行われた第1回少年ライバルコミック大賞にて「Spray King」で準大賞を受賞、創刊号に読切として掲載された。続編「Spray King 2nd」が同誌10月号に掲載。
月刊少年ライバル2009年1月号で連載デビュー。

## 作品
- Spray King（2009年-2010年、月刊少年ライバル、講談社、ライバルKC、全4巻）
  - 本タイトルの読切デビュー作と読切続編は、「Spray King」の単行本第1巻に収録されている。
- 真島組ハンター三國シンの狩人生活（2008年-2009年、月刊少年ライバル、講談社）
  - 『モンスターハンター オラージュ』（真島ヒロ）の単行本第4巻に収録されている。
- サンゴクシーズン ―後漢偽勇譚―（2015年-2017年、漫画街、銀杏社）　以降「ミクニシン」名義で連載[2]。
- 昆虫ワールド大脱出（2015年、学研まんが科学ふしぎクエスト）
- 絶体絶命！危険生物ワールドを攻略せよ！（2016年、学研まんが科学ふしぎクエスト）
- 実況パワフルプロ野球 めざせ最強バッテリー！（2018年、角川つばさ文庫、挿絵担当）
- DRIVE ARK（2019年〜2020年、ジャンプコミックス、集英社スポバトマンガ研究所）
- クロちゃんはじめての異世界転生（2020年〜2021年、コミックフェスタ）
- DEMONS STAR（2021年〜、週刊ヤングマガジン、作画担当）
- ヴァイケン・オルドの錬金研究室 〜目覚めたら五百年後だったんだけど、錬金術が廃れてました。再興目指して古巣でお仕事はじめます〜（2022年〜、ヤンマガWeb、作画担当）

## 師匠
- 真島ヒロ